# Trevor Berry
Trevor John Berry (sinh ngày 1 tháng 8 năm 1974) ở Haslemere, Anh, là một cầu thủ bóng đá người Anh đã giải nghệ thi đấu ở vị trí tiền vệ chủ yếu cho Rotherham United.